# بابک ویسپورکان
بابک ویسپورکان (پارسی میانه: Pābag ī Wisparr(a)gān) یکی از نجیب‌زادگان ساسانی در سده سوم میلادی در زمان حکومت شاپور یکم بود.

## زندگی

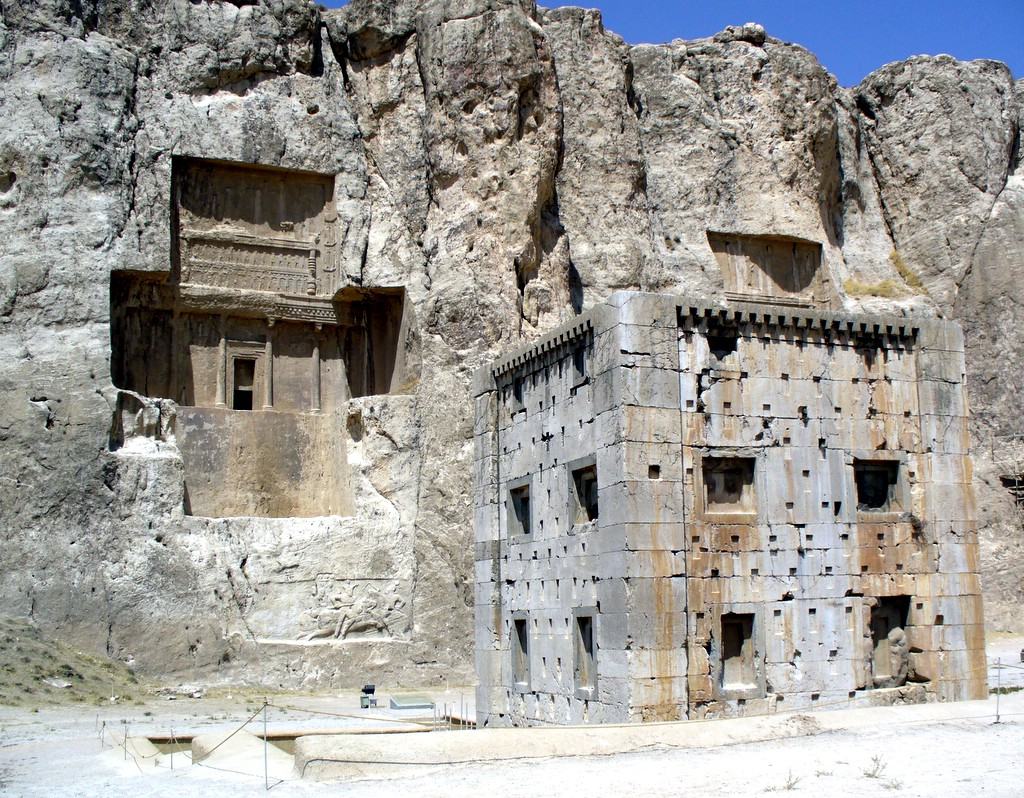
کعبه زرتشت، جایی که سنگ‌نوشته شاپور یکم حک شده‌است

از او در سنگ‌نوشته شاپور یکم بر کعبه زرتشت به عنوان پسر ویسپور یاد شده‌است. او در این سنگ‌نوشته در میان ۶۷ نجیب‌زاده در رتبهٔ سی‌وسوم قرار دارد. اطلاعات دیگری از زندگی او در دست نیست.